# Rebévelier
Rebévelier é uma comuna da Suíça, situada na região administrativa de Jura Bernense, no cantão de Berna. Tem 3,52 km² de área e sua população em 2018 foi estimada em 41 habitantes.